# Estación de Rubí (FGC)
Rubí es una estación subterránea de ferrocarril suburbano perteneciente a la línea Barcelona-Vallés de FGC por la que pasa la línea S1. Está situada cerca del centro de Rubí y lejos de la estación homónima de Cercanías de Cataluña (Rodalies de Catalunya). En 2018 registró un tráfico de 2 597 857 de usuarios, lo que la convierte en una de las más concurridas de la línea.

## Situación ferroviaria
Se encuentra en el punto kilométrico 10,8 de la línea férrea de ancho internacional Las Planas-Tarrasa, a 125 metros de altitud. El tramo es de vía doble y está electrificado.

## Historia
Inicialmente, las obras de construcción de la línea corrieron a cargo de la Compañía de los Ferrocarriles de Cataluña (FCC), constituida por Frederick Stark Pearson, que en 1912 había integrado a su predecesora, la Compañía del Ferrocarril Sarriá a Barcelona (FSB). Ésta a su vez adquirió a la que dio origen a la línea del Vallés, la Compañía del Ferrocarril de Barcelona a Sarriá (FBS), debido a la acumulación de deudas de esta última, en 1874.
La estación original fue puesta en servicio el 13 de septiembre de 1918, con la apertura al tráfico ferroviario entre San Cugat Centro y Rubí, por parte de la empresa FCC, que estaba ampliando el Tren de Sarriá hacia el Vallés.
En 1936, con el estallido de la Guerra Civil, la línea pasó a manos de colectivizaciones de obreros que se hicieron cargo de la infraestructura y la gestión de la línea. En 1939 fueron devueltas a sus propietarios antes de las colectivizaciones. Cabe destacar que en 1941, con la nacionalización del ferrocarril en España, FCC, FSB y sus infraestructuras no pasaron a ser gestionadas por RENFE, debido a que la línea no era de ancho ibérico.
La Compañía del Ferrocarril de Sarriá a Barcelona (FSB), a partir de la década de 1970, empezó a sufrir problemas financieros debido a la inflación, el aumento de los gastos de explotación y tarifas obligadas sin ninguna compensación. En 1977 después de pedir subvenciones a diferentes instituciones, solicitó el rescate de la concesión de las líneas urbanas pero el Ayuntamiento de Barcelona denegó la petición y el 23 de mayo de 1977 se anunció la clausura de la red a partir del 20 de junio. El Gobierno evitó el cierre de la red de FSB otorgando por Real decreto la explotación y las líneas a Ferrocarriles de Vía Estrecha (FEVE) el 17 de junio de 1977, de forma provisional, mientras el Ministerio de Obras Públicas del Gobierno de España, la Diputación de Barcelona, la Corporación Metropolitana de Barcelona y la Ayuntamiento de Barcelona estudiaban el régimen de explotación de esta red. Debido a la indefinición se produjo una degradación del material e instalaciones, que en algún momento determinaron la paralización de la explotación.
Con la instauración de la Generalidad de Cataluña, el Gobierno de España traspasó a la Generalidad la gestión de las líneas explotadas por FEVE en Cataluña, gestionando así los Ferrocarriles de Cataluña a través del Departamento de Política Territorial y Obras Públicas (DPTOP) hasta que se creó en 1979 la empresa Ferrocarriles de la Generalidad de Cataluña (FGC), la cual integraba el 7 de noviembre de 1979 a su red estos ferrocarriles con la denominación Línea Cataluña y Sarriá.
En 1993 se abrió el actual edificio a unos metros del anterior porque la antigua estación había quedado obsoleta por su reducido tamaño y por el proyecto de soterramiento de la línea en el centro de la ciudad. La estación antigua sigue en su emplazamiento original y se utiliza como sala de exposiciones.

## La estación
La estación de superficie original constaba de dos edificios y tres vías, dos de pasajeros, con andenes laterales y una de mercancía, que fue utilizada por Via i Obres. El edificio de pasajeros estaba situado a la derecha de las vías, con planta baja y planta y el mismo diseño que el de San Cugat Centro. En la fachada de las vías había un dosel. La estación sufrió varias modificaciones, como la diferente configuración de vías y agujas y la división entre el área de pasajeros y otros servicios. Los andenes se recrecieron en la década de 1940 y se colocaron marquesinas unificadas. En la zona de servicio se colocó un nuevo camino hacia el arroyo, que posteriormente contaría con dos vías de servicio que en 1985 se cubrieron con un almacén. En 1986 llegó a Rubí la doble vía procedente de Sant Cugat. La existencia de un paso a nivel en la Avenida Barcelona, justo al lado de la estación, determinó que se llevara a cabo el semi-soterramiento de la línea. Durante las obras se construyó un trazado provisional y una estación junto a las líneas de servicio, que entraron en servicio en 1987 y contaban con una única vía con un andén lateral a la derecha de la misma. Una vez finalizadas las obras, en 1992 entró en servicio la variante subterránea, aunque con acceso provisional a los andenes desde la plaza Dr Pearson, ya que la construcción del nuevo edificio de pasajeros aún no se había completado. La estación completa de Rubí fue inaugurada en 1993. Años más tarde, en 2004, se cubrió la sección exterior restante del semi-soterramiento, entre el Puente de Cabanyes y el Puente Edison. La actual estación de Rubí se encuentra bajo la plaza del Dr. Pearson, entre el puente del Cabanyes y la avenida de Barcelona. Tiene acceso desde el Puente de Can Cabanyes (situado en un nivel superior) y la plaza del Dr. Pearson, que acceden a un edificio de pasajeros. Consta de dos niveles y se encuentra en las vías, donde dominan los muros laterales de hormigón y las fachadas de vidrio. Se accede al nivel inferior del edificio por rampa desde la plaza del  Dr. Pearson, que está unida al nivel superior a través de escaleras fijas y mecánicas. A través de un gran vestíbulo se puede bajar a los andenes a través de escaleras fijas, mecánicas y ascensores en cada andén. También hay una cafetería en este vestíbulo, entre otras instalaciones. Los trenes circulan por el nivel inferior, que consta de tres vías (las dos generales y una derivada entre ellas) con dos andenes centrales. Dado que los talleres y el depósito de trenes se encuentran justo fuera de la estación hacia Barcelona, hay un tramo con tres vías, llevando una de ellas directamente al tanque y colocando un tren de lavado en ella. A la salida de la estación en el lado de Tarrasa, dos líneas de servicio están cubiertas y conectadas a las vías generales en el lado de Tarrasa. El antiguo edificio de pasajeros de la estación de Rubí en superficie se mantiene y se utiliza como sala de exposiciones.

## Servicios ferroviarios
El horario de la estación se puede descargar del siguiente enlace. El plano de las líneas del Vallés en este enlace. El plano integrado de la red ferroviaria de Barcelona puede descargarse en este enlace.

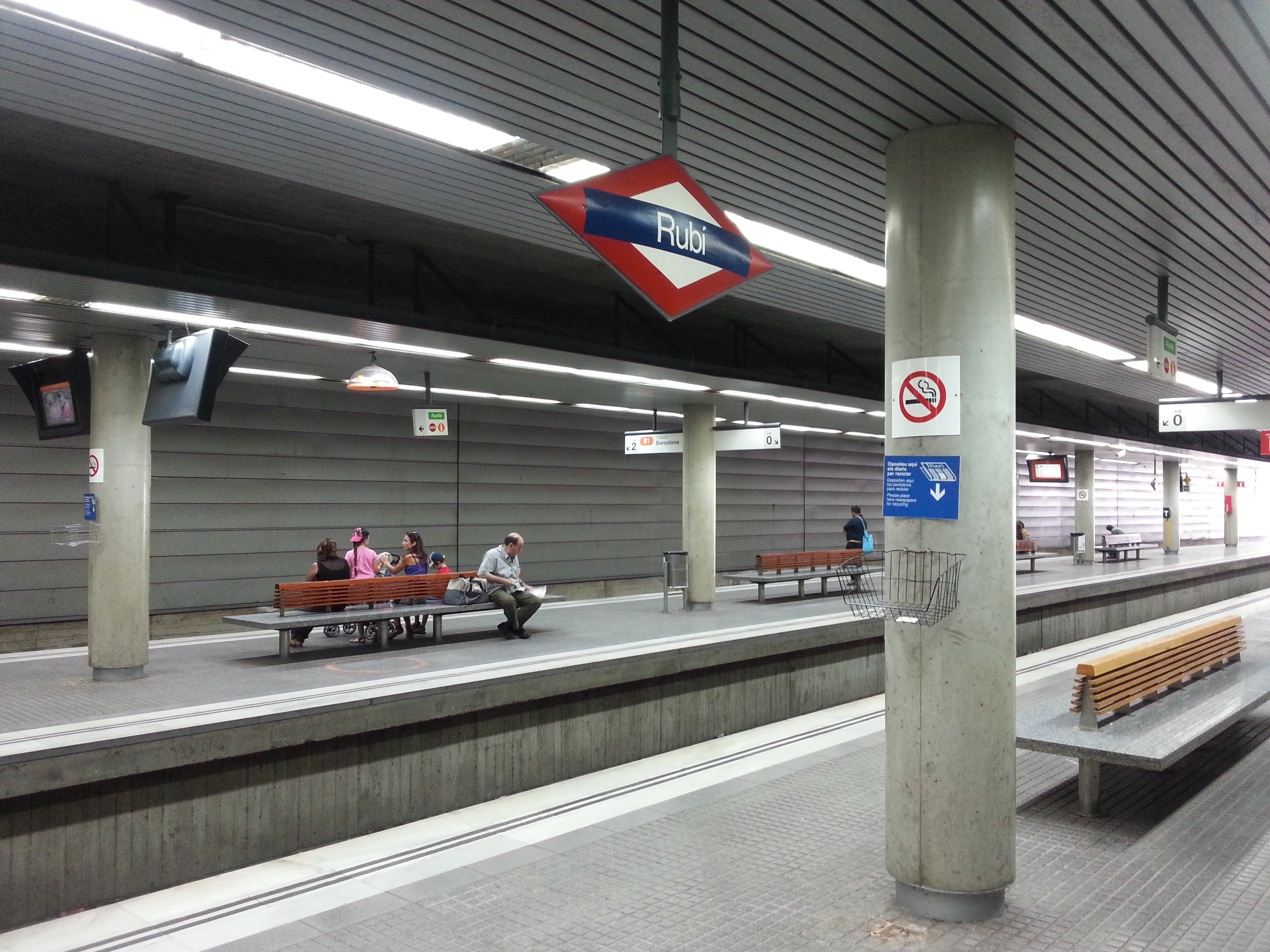
Estación de Rubí

| << cabecera                   | < estación       | línea | estación >  | cabecera >>             |
| ----------------------------- | ---------------- | ----- | ----------- | ----------------------- |
| Línea Barcelona-Vallès de FGC |                  |       |             |                         |
| Barcelona-Plaza de Cataluña   | Hospital General |       | Las Fuentes | Tarrasa-Naciones Unidas |